# Just believe in love
〈Just believe in love〉는 일본의 밴드 ZARD의 14번째 싱글 앨범으로, 1995년 2월 1일 발매되었다. (8cm CD: BGDH-1042) 6번째 정규 앨범 《forever you》의 선행 싱글이었으며, 곡은 사카이 이즈미가 작사, 하루하타 미치야(春畑道哉)가 작곡, 하야마 타케시(葉山たけし)가 편곡을 맡았다. 작곡자, 편곡자는 이전에도 함께 작업한 경력이 있는데, 하루하타는 〈IN MY ARMS TONIGHT〉의 작곡을 맡았었으며 약 2년 반만에 함께 작업하는 곡이었다. 하야마는 2년전 발매된 〈지지마세요〉의 편곡을 담당했다. 1995년 초, TBS에서는 ZARD가 발표했던 곡과 제목이 동일한 드라마 《흔들리는 마음》(揺れる想い 유레루오모이[*])을 방영했으며, 드라마 주제가로 이 곡이 사용됐다.
B사이드 곡 〈Reday, Go!〉는 사카이 이즈미가 작사, 카와시마 다리아(川島だりあ)가 작곡, 하야마 타케시가 편곡을 맡은 곡이다. 이 노래의 작곡자 카와시마는 이 곡까지 모두 9곡을 ZARD와 함께 했고, 이 곡이 ZARD에게 제공한 마지막 곡이 된다.
싱글은 오리콘 차트 주간 싱글차트 2위에 올랐으며, 11주간 차트에 머물렀다.

## 수록곡
| #            | 제목                                            | 작사          | 작곡            | 편곡          | 재생 시간 |
| ------------ | ----------------------------------------------- | ------------- | --------------- | ------------- | --------- |
| 1.           | 〈〈Just believe in love〉〉                    | 사카이 이즈미 | 하루하타 미치야 | 하야마 타케시 | 5:31      |
| 2.           | 〈〈Ready, Go!〉〉                              | 사카이 이즈미 | 카와시마 다리아 | 하야마 타케시 | 4:37      |
| 3.           | 〈〈Just believe in love〉〉 (Original Karaoke) |               |                 |               | 5:27      |
| 총 재생 시간 | 총 재생 시간                                    | 총 재생 시간  | 총 재생 시간    | 총 재생 시간  | 15:35     |